# Неверов, Сергей Сергеевич
Сергей Сергеевич Неверов (10 июня 1993, Бийск, Алтайский край) — российский биатлонист, призёр чемпионата России. Мастер спорта России (2013).

## Биография
Воспитанник Алтайского краевого училища олимпийского резерва, первый тренер — Г. В. Жамин. Также тренировался под руководством Д. А. Кучерова и Н. П. Савинова. Представляет Алтайский край, параллельным зачётом выступал в разные периоды за Санкт-Петербург и Новосибирскую область.
В 2014 году стал победителем первенства России среди юниоров в масс-старте, также был победителем и призёром ряда других соревнований среди юношей и юниоров.
В 2015 году участвовал в зимней Универсиаде в Осрблье, занял 23-е место в спринте и 20-е — в гонке преследования.
На взрослом уровне становился серебряным призёром чемпионата России в 2015 году в эстафете и в 2018 году в гонке патрулей. Был призёром этапа Кубка России в спринте.